# Anders-Petter Sjödin

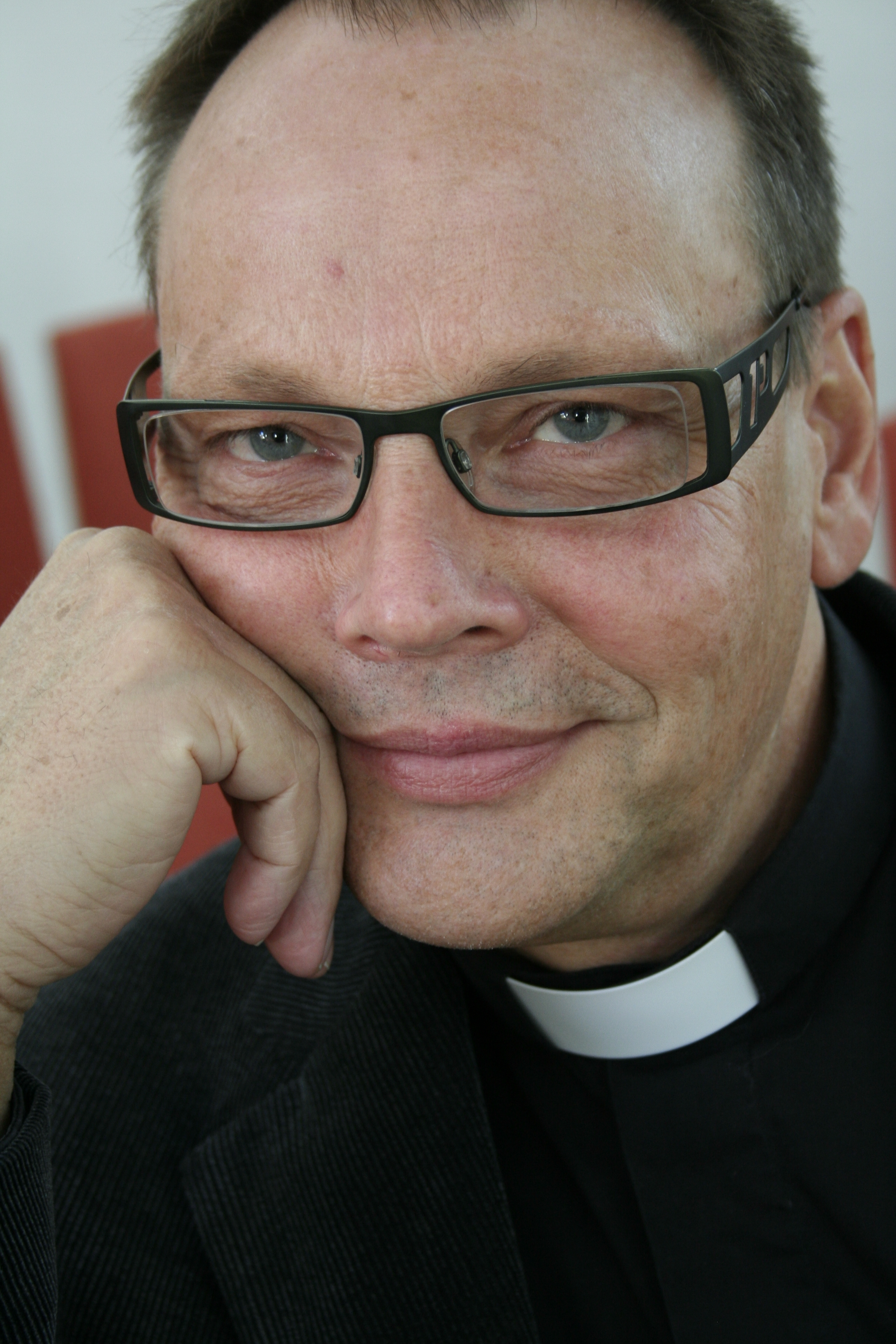
Anders-Petter Sjödin.

Anders-Petter Sjödin, född 4 november 1955, är en svensk författare och präst i Öjersjökyrkan belägen i Öjersjö. Han var tidigare präst i Furulundskyrkan 2001-2013 en samarbetskyrka mellan EFS och Svenska kyrkan i Partille. Tidigare har han arbetat som inspiratör i Oasrörelsen. Sjödin är doktor vid Fuller Theological Seminary i Kalifornien. Han har tidigare verkat i (Evangelisk-lutherska kyrkan (ELCT) i Tanzania samt i EFS Östersund.
Sjödin är son till författaren Erik Sjödin och farbror till den tidigare SSU-politikern Anna Sjödin. Han är gift med Pamela Sjödin-Campbell och har två söner.